# Teedia
Teédia (лат.) — олиготипный род двудольных цветковых растений, включённый в семейство Норичниковые (Scrophulariaceae).

## Название
Название Teedia было впервые использовано для обозначения рода растений немецким учёным Карлом Асмундом Рудольфи в 1799 году, оно происходит от фамилии немецкого ботаника Иоганна Георга Теде, изучавшего растения Португалии и Суринама.

## Ботаническое описание
Род объединяет небольшие ветвистые кустарники, реже полукустарники. Стебли прямостоячие. Листья расположены в основном супротивно, с зазубренным краем.
Цветки расположены одиночно или собраны в небольшие соцветия в пазухах верхних листьев. Чашечка и венчик разделены на 5 долей, венчик ярко-розовый или розовато-сиреневый. Тычинки в количестве 4.
Плод — ягода почти округлой формы, при созревании не раскрывающаяся.

## Ареал
Род Teedia в дикой природе распространён только на территории Южной Африки. Нередко эти растения выращиваются в садах, в 1900 году они были завезены в Калифорнию.

## Таксономия
|  |                                      |  |                                                         |                                                         |                        |  | ещё 22 семейства (согласно Системе APG III) |                    |                    |        |
|  |                                      |  |                                                         |                                                         |                        |  |                                             |                    |                    | 2 вида |
|  |                                      |  |                                                         | порядок Ясноткоцветные                                  |                        |  |                                             |                    | род Teedia         |        |
|  |                                      |  |                                                         | порядок Ясноткоцветные                                  |                        |  |                                             |                    | род Teedia         |        |
|  | отдел Цветковые, или Покрытосеменные |  |                                                         |                                                         | семейство Норичниковые |  |                                             |                    |                    |        |
|  | отдел Цветковые, или Покрытосеменные |  |                                                         |                                                         |                        |  |                                             |                    |                    |        |
|  |                                      |  | ещё 58 порядков цветковых растений (по Системе APG III) | ещё 58 порядков цветковых растений (по Системе APG III) |                        |  |                                             | ещё более 85 родов | ещё более 85 родов |        |
|  |                                      |  |                                                         | ещё 58 порядков цветковых растений (по Системе APG III) |                        |  |                                             |                    | ещё более 85 родов |        |

### Синонимы
- Borckhausenia Roth, 1800, nom. superfl.

### Виды
- Teedia lucida (Sol.) Rudolphi, 1800
- Teedia pubescens Burch., 1817